# Pteromalus bryce
Pteromalus bryce är en stekelart som beskrevs av Walker 1842. Pteromalus bryce ingår i släktet Pteromalus och familjen puppglanssteklar.
Artens utbredningsområde är Schweiz. Inga underarter finns listade i Catalogue of Life.